# QZone
QZone és el nom d'una xarxa social xinesa que va ser creada per Tencent l'any 2005. Permet als usuaris escriure blocs, fer diaris, enviar fotos, escoltar música i veure vídeos. Els usuaris poden configurar el seu fons de Qzone i seleccionar accessoris en funció de les seves preferències perquè cada Qzone es personalitzi al gust de cadascú. Tanmateix, la majoria dels accessoris de Qzone no són gratuïts; només després de comprar el "Diamant Groc Canari" els usuaris poden accedir a tots els serveis sense pagar extra.

## Història
Qzone va començar l'abril de 2005 com un servei de l'empresa Tencent. El nom era originalment "Little Home Zone" de l'empresa Tencent. El 2008, Qzone va ser comprada per Zhu Liang. Aquest any, els usuaris registrats de QQ van arribar als 490 milions i uns 200 milions eren usuaris actius. Qzone es va posicionar per Tencent com a producte de virtualització juntament amb QQ Show i QQ pet.
Al principi, l'objecte de referència de Qzone no era una xarxa social, sinó la creació de blogs. L'any 2005, el mercat de blogs xinès va créixer El blog Sina i MSN Space van ser els dos principals competidors. En comptes d'apostar pels continguts com MSN, Tecent va apostar per la tecnologia de mòduls. Qzone es va transformar gradualment des d'un espai personal, on els usuaris podien personalitzar blocs, portar diaris, publicar fotos, veure vídeos i escoltar música, a una de les xarxes socials més grans de la Xina.
Amb l'augment de les xarxes socials basades en plataformes mòbils com WeChat, Qzone està experimentant un descens.